# 이지 알칸트라
이지 알칸트라(Izzy Alcántara, 1971년 5월 6일 ~ )는 도미니카 공화국 출신 전 LG 트윈스와 두산 베어스 야구선수였다.

## 한국 프로야구 시절

### LG 트윈스시절
2003년 브랜트 쿡슨의 대체선수로 입단해 타율 0.281 16홈런 44타점의 기록을 남겼다.

### 두산 베어스시절
2004년 마크 키퍼의 대체선수로 입단해 그해 준 플레이오프에서 홈런 3개를 치며 팀을 플레이오프에 진출시켰다. 하지만 투수보강을 이유로 다음해 재계약에 실패하였고 이 해 대만 통일 라이언즈에서 뛰었으며  이에 앞서 알고도네로스 데 우니온 라구나에 재적 중이었던 2004년 27홈런으로 멕시칸리그 홈런왕을 차지했다.
1. ↑  양형석 (2019년 12월 25일). “'재활용 외국인 신화' 두산, 늘 성공한 것은 아니다”. 오마이뉴스. 2023년 7월 19일에 확인함.
2. ↑  연합뉴스 (2004년 7월 26일). “<프로야구소식> 두산, 알칸트라와 입단 계약”. 연합뉴스. 2023년 7월 19일에 확인함.
3. ↑  노우래 (2005년 4월 15일). “[파울홈런] 두산 장원진의 맹타”. 스포츠경향. 2023년 7월 20일에 확인함.
4. ↑  연합뉴스 (2004년 7월 26일). “<프로야구소식> 두산, 알칸트라와 입단 계약”. 연합뉴스. 2023년 7월 20일에 확인함.